# La Famille de mes rêves
La Famille de mes rêves ou Geena (The Geena Davis Show) est une sitcom américaine en 22 épisodes de 22 minutes, créée par Terri Minsky et diffusée entre le 10 octobre 2000 et le 10 juillet 2001 sur ABC.
En France, la série a été diffusée à partir du 13 mars 2001 sur Téva puis rediffusée sur M6.

## Synopsis
Teddie Cochran, une femme indépendante et sophistiquée de Manhattan, tombe amoureuse de l'écrivain Max Ryan, veuf et père de deux enfants. Lorsqu'elle s'installe chez lui, elle découvre la banlieue et une vie à laquelle elle n'était pas préparée...

## Distribution
- Geena Davis (VF : Annie Le Youdec) : Teddie Cochran
- Peter Horton (VF : Julien Kramer) : Max Ryan
- Mimi Rogers (VF : Pauline Larrieu) : Hillary
- Kim Coles (VF : Anne Jolivet) : Judy
- John Francis Daley (VF : Donald Reignoux) : Carter Ryan
- Makenzie Vega (VF : Manon Prigent) : Eliza Ryan
- Esther Scott (VF : Dominique Devals) : Gladys
- Harland Williams (VF : Jérôme Rebbot) : Alan

 Source et légende : version française (VF) sur RS Doublage et Doublage Séries Database

## Épisodes
1. La Rencontre (Pilot)
2. Question de priorité (What I Like About You)
3. Titre français inconnu (Piece of Cake)
4. Titre français inconnu (Jealousy)
5. Titre français inconnu (Motherly Advice)
6. Titre français inconnu (There's Something about Max)
7. Titre français inconnu (Cooties)
8. Titre français inconnu (The Long Kiss Good-bye)
9. Titre français inconnu (By Teddie Cochran)
10. Titre français inconnu (The Mom That Stole Christmas)
11. Titre français inconnu (Momma Bear)
12. Titre français inconnu (Car Wash)
13. Titre français inconnu (Max Hates Hillary)
14. Titre français inconnu (There's a New Bride in Town)
15. Titre français inconnu (Photo Finish)
16. Titre français inconnu (Sex, Lies and Videotape)
17. Titre français inconnu (Hot Potato)
18. Titre français inconnu (The Prime Directive)
19. Titre français inconnu (Spontaneous Combustion)
20. Titre français inconnu (The Wedding)
21. Titre français inconnu (White Moms Can't Jump)